# Landwehr
Un Landwehr (paraula alemanya), landgraben o en neerlandès landweer o landgraaf és una fortificació militar de l'edat mitjana, típica de la gran planura europea.

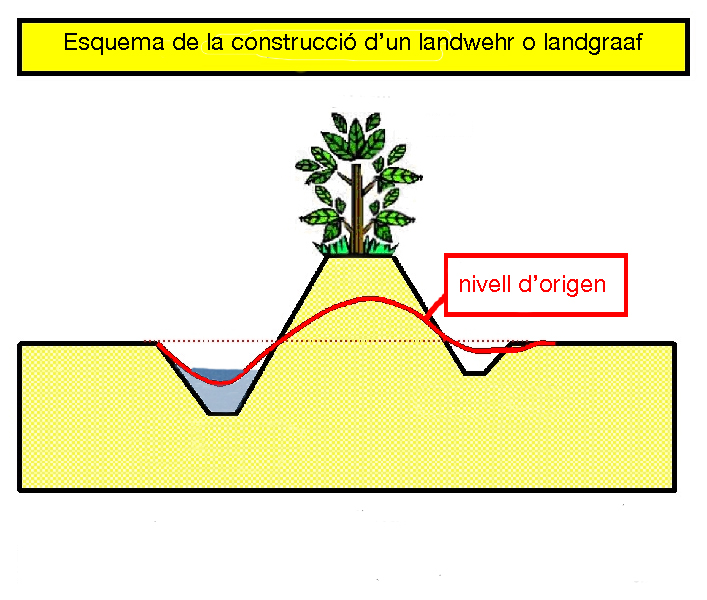
Esquema d'un landwehr al costat d'un curs d'aigua

Consisteix d'un talús artificial de sorra i de pedres. Sempre s'aprofitava de les dades del terra: pujols, rius, aiguamolls, serrats sorrosos... Servien com a defensa i per a fitar un territori. La vigilància n'era assegurada des de torres o castells.
El canal de l'Isebek a la ciutat d'Hamburg n'és un bell exemple: d'un costat va apregonar-se el riu per fer la seva travessia més difícil i d'altre costat va aprofitar-se la terra excavada per a construir el talús que va ser plantejat d'arbres i arbusts espinosos com a crataegus o aranyoner, dels quals es teixien les branques per fer-ne una tanca densa. Hi ha landwehrs documentats de més de 100 quilòmetres de llargària.
La majoria dels landwehrs van desaparèixer quan van perdre el seu paper defensiu pel progrés de les tecnologies militars. El terra va ser llaurat, a poc a poc el desnivell va desaparèixer i només queden traces al paisatge i a la toponímia. El nom de les ciutats de Landwehr a Alemanya o Landgraaf als Països Baixos prové de la presència de tal estructura defensiva. A les entorns de la ciutat d'Einbeck a la Baixa Saxònia un cercle de torres de vigilància desaparegudes, de les quals només queden reminiscències a la toponímia d'uns llogarets que fan possible de seguir el curs del landwehr a l'entorn de les terres de conreu fora de les muralles. A Hamburg hi ha un carrer Landwehr i una estació de la metropolitana S1 del mateix nom. A Berlín es troba el canal Landwehr.

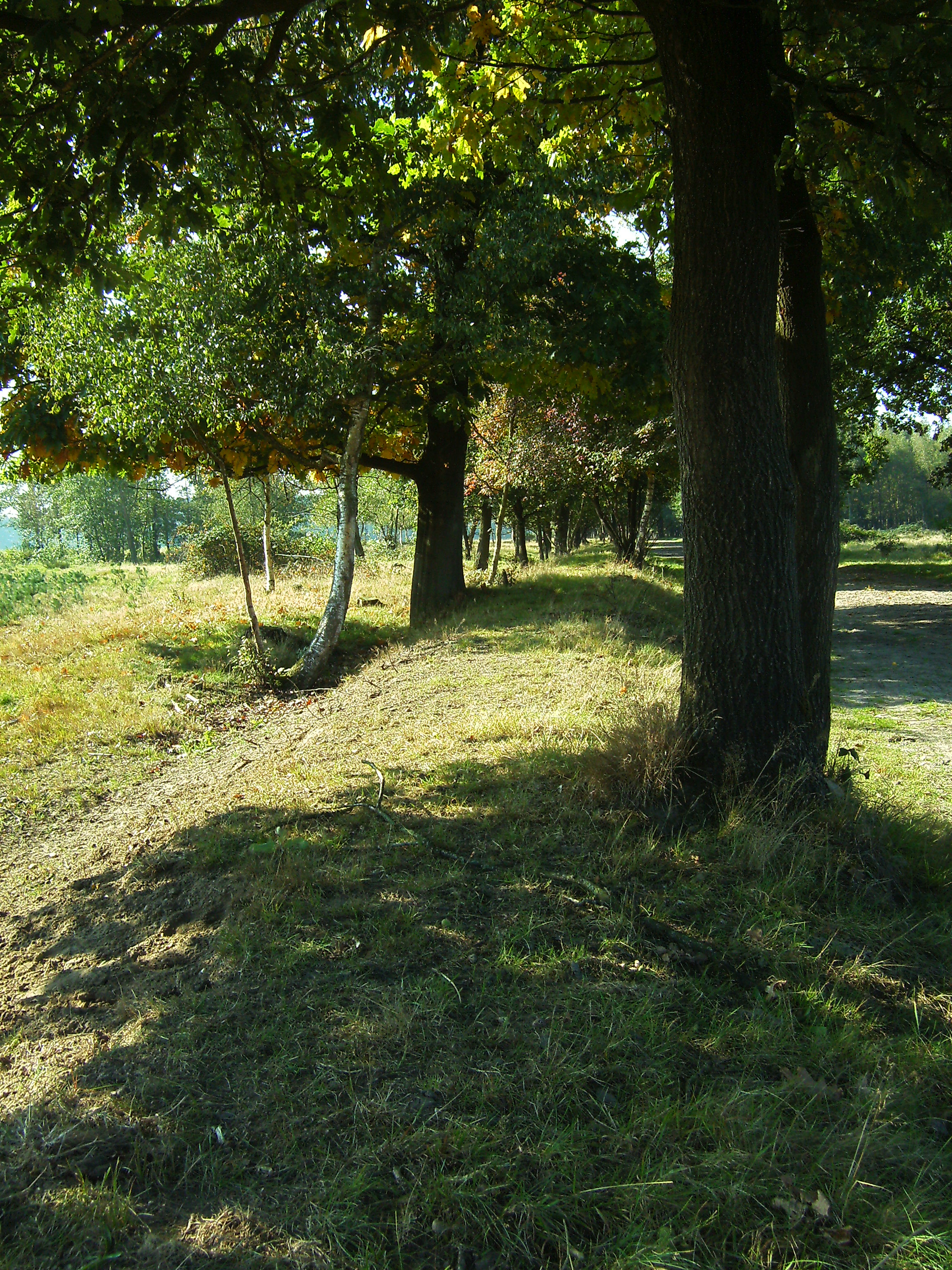
Vestigis d'un landwehr a Rijssen (Països Baixos)
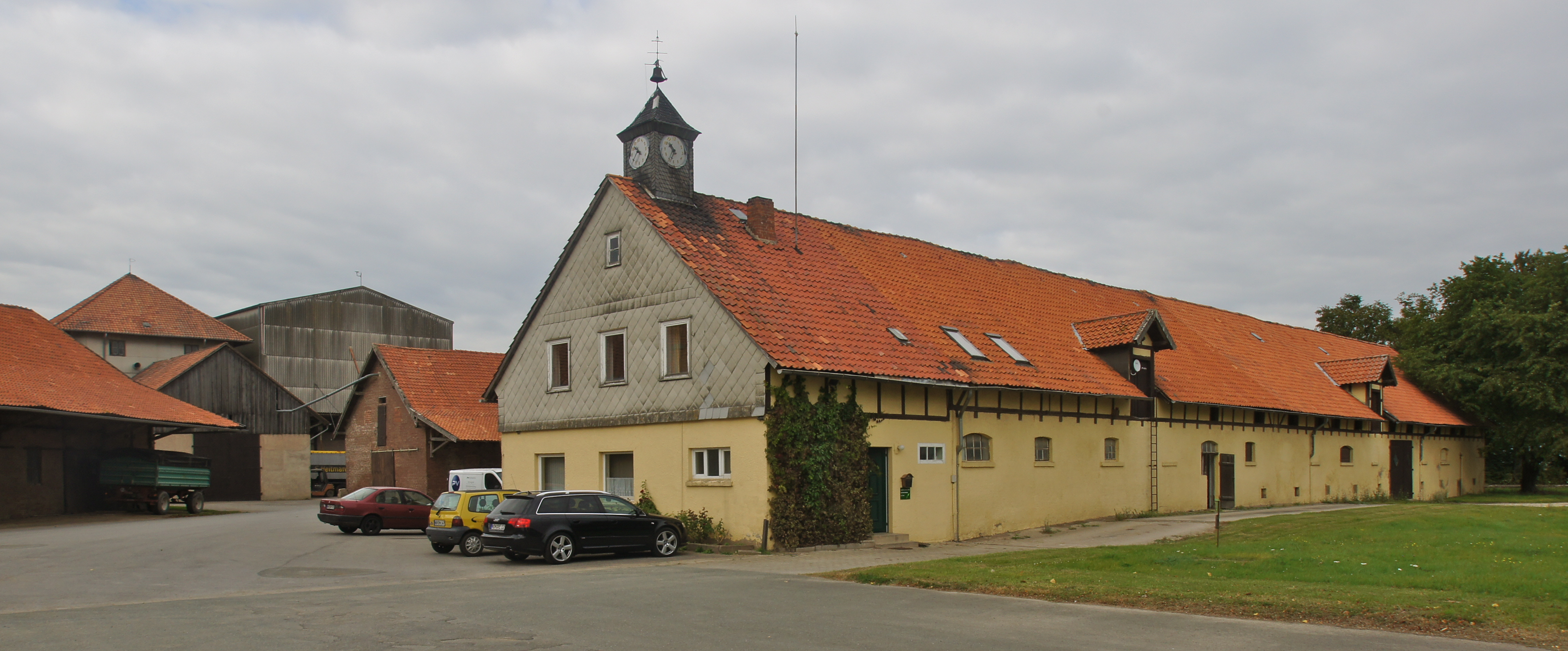
Pinkler, lloc dit a l'endret de la torre Pinklerturm al landwehr d'Einbeck
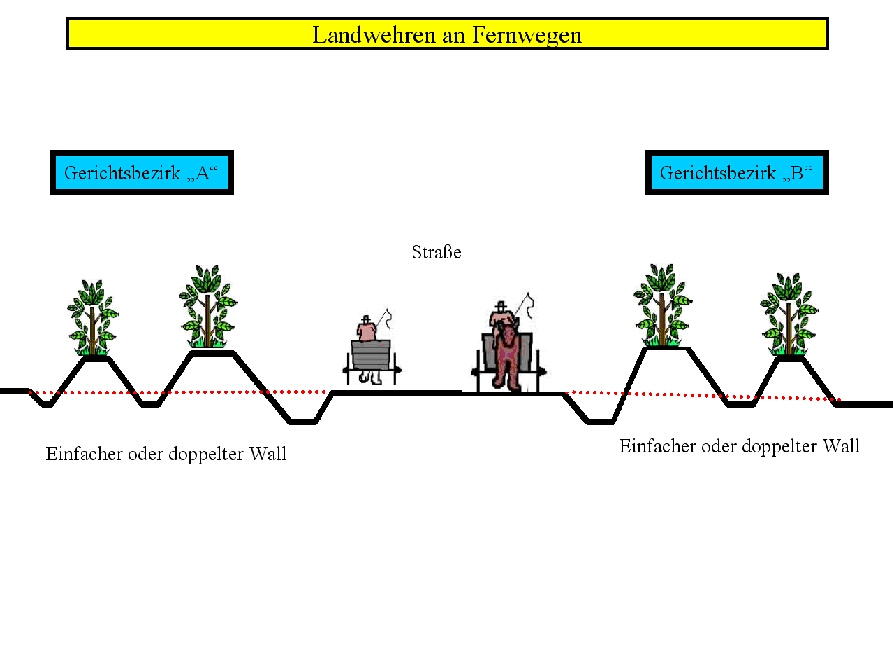
Esquema de landwehr al llarg de carreteres
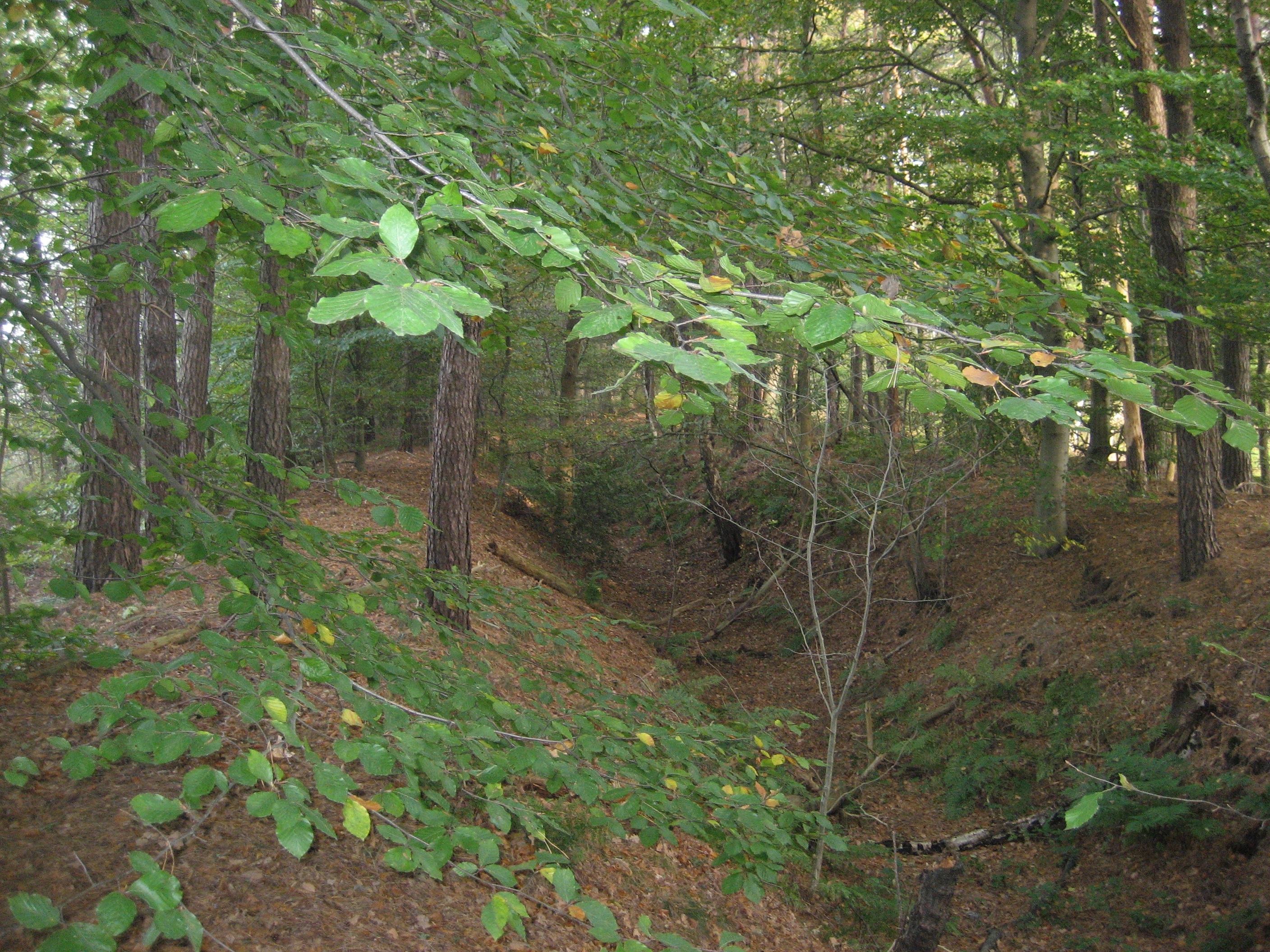
Restes del landwehr de Kleve
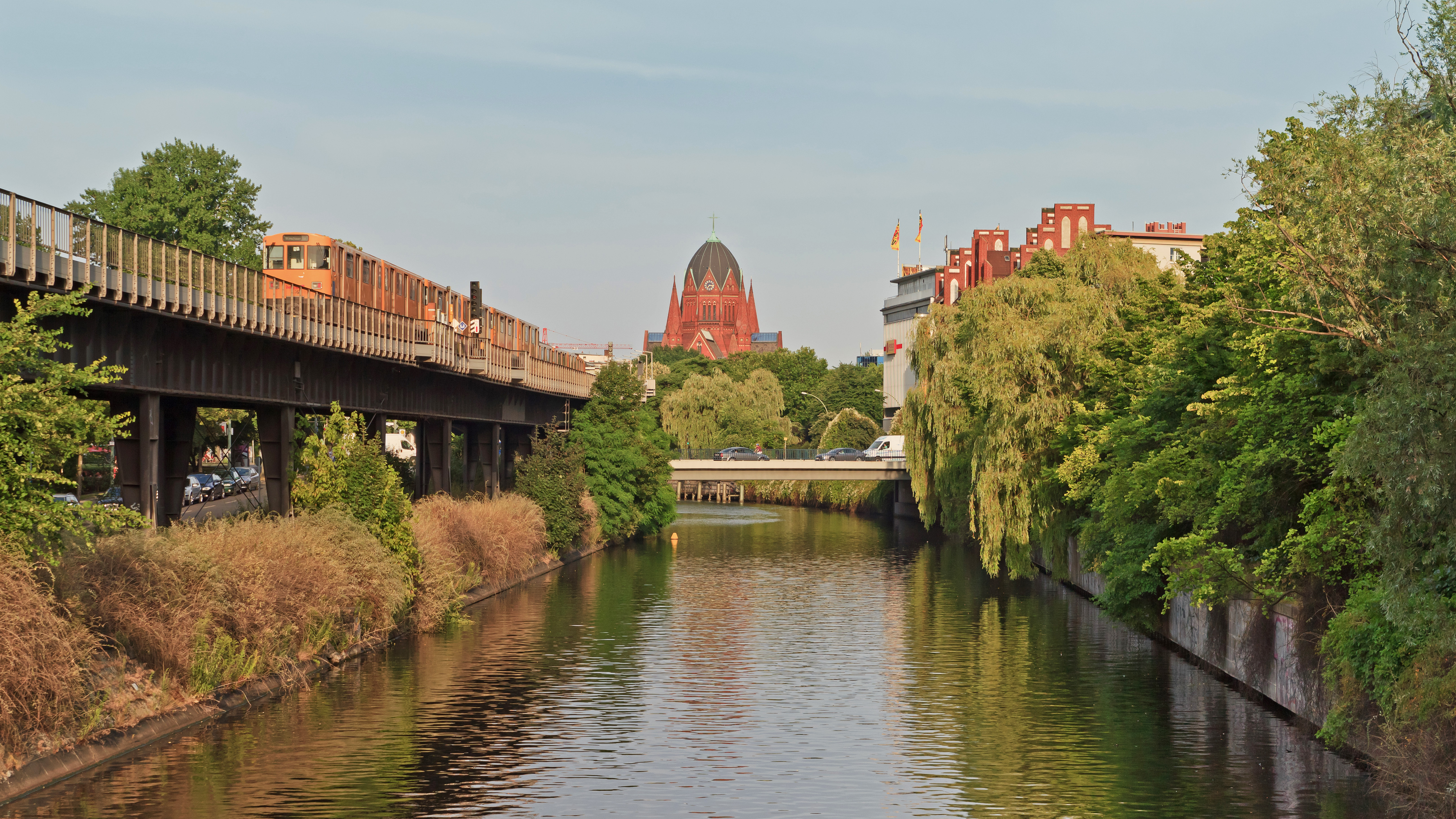
El Landwehrkanal o canal Landwehr a Berlín